# Saarlandse voetbalbond
De SFV of de Saarländischer Fußballverband (Nederlands: Saarlandse voetbalbond) is de Saarlandse voetbalbond, aangesloten bij de Duitse voetbalbond, en van 1950 tot 1956 zelfstandig lid van de FIFA.
Op 25 juli 1948 werd in Sulzbach de Saarländische Fußballbund (SFB) opgericht. Vanaf het seizoen 1948-'49 speelden de Saarlandse clubs niet meer in de Duitse maar in de eigen Ehrenliga Saarland. 1. FC Saarbrücken speelde echter in de Franse competitie en werd kampioen van de Ligue 2 maar mocht niet promoveren. Op 17 juli 1949 werd een aanvraag van de SFB om toe te treden tot de Franse voetbalbond afgewezen. Op 12 juni 1950 werd de SFB FIFA-lid. In 1951 bereikten de DFB en de SFB overeenstemming over de terugkeer van 1. FC Saarbrücken en Borussia Neunkirchen in de Oberliga Südwest. 1. FC Saarbrücken bereikte een jaar later de finale van het Duits landskampioenschap.
De SFB was ook verantwoordelijk voor het Saarlands voetbalelftal, dat vriendschappelijke interlands speelde maar ook meedeed aan de kwalificatie voor het WK 1954. Het elftal had zich ook ingeschreven voor het Olympisch voetbaltoernooi van 1952 in Helsinki, maar trok zich voor aanvang terug.
Na de hereniging werd de SFB in 1956 omgevormd tot Landesverband Saarländischer Fußballverband.
Saarlandse voetbalbond
1950 – 1956
1950 · 
1951 · 
1952 · 
1953 · 
1954 · 
1955 · 
1956
Duitsland ·
Joegoslavië ·
Nederland ·
Noorwegen ·
Uruguay ·
Zwitserland
Waldemar Philippi (18) ·
Herbert Martin (17) ·
Gerhard Siedl (16) ·
Erwin Strempel (14) ·
Herbert Binkert (12) ·
Theo Puff (12) ·
Nikolaus Biewer (11) ·
Kurt Clemens (10) ·
Albert Keck (10) ·
Peter Momber (10) ·
Karl Berg (9) ·
Fritz Altmeyer (6) ·
Jakob Balzert (6) ·
Werner Otto (6) ·
Karl Schirra (6) ·
Gerhard Lauck (5) ·
Erich Leibenguth (5) ·
Peter Krieger (4) ·
Willi Sippel (4) ·
Heinz Vollmar (4) ·
Horst Borcherding (3) ·
Werner Emser (3) ·
Ewald Follman (3) ·
Franz Immig (3) ·
Heinz Schussig (3) ·
Hans Bild (2) ·
Manfred Ebert (2) ·
Helmut Fottner (2) ·
Hermann Monter (2) ·
Karl Ringel (2) ·
Gunter Herrmann (1) ·
Dieter Honnecker (1) ·
Ladislav Jirasek (1) ·
Horst Klauck (1) ·
Karl-Heinz Kunkel (1) ·
Hans Neuerberg (1) ·
Robert Niederkirchner (1) ·
Werner Prauss (1) ·
Walter Riedschy (1) ·
Heinrich Schmidt (1) ·
Erwin Wilhelm (1) ·
Ernst Zägel (1)